# Ametrus driffieldi
Ametrus driffieldi är en insektsart som först beskrevs av Johann Gottlieb Otto Tepper 1892.  Ametrus driffieldi ingår i släktet Ametrus och familjen Gryllacrididae. Inga underarter finns listade i Catalogue of Life.